# Mitchell (Nebraska)
Mitchell is een plaats (city) in de Amerikaanse staat Nebraska, en valt bestuurlijk gezien onder Scotts Bluff County.

## Demografie
Bij de volkstelling in 2000 werd het aantal inwoners vastgesteld op 1831. In 2006 is het aantal inwoners door het United States Census Bureau geschat op 1781, een daling van 50 (-2,7%).

## Geografie
Volgens het United States Census Bureau beslaat de plaats een oppervlakte van 1,7 km², geheel bestaande uit land. Mitchell ligt op ongeveer 1205 m boven zeeniveau.

## Plaatsen in de nabije omgeving
De onderstaande figuur toont nabijgelegen plaatsen in een straal van 20 km rond Mitchell.